# راکلی (نیوجرسی)
راکلی (به انگلیسی: Rockleigh) شهری در ایالت نیوجرسی کشور ایالات متحده آمریکا است که جمعیت آن در سرشماری سال ۲۰۱۰ میلادی، ۵۳۱ نفر بوده‌است.